# Liste des cours d'eau de l'Acre
Cet article présente la liste des principaux cours d'eau de l'État de l'Acre, au Brésil.

## Liste
- Haut – A
- B
- C
- D
- E
- F
- G
- H
- I
- J
- K
- L
- M
- N
- O
- P
- Q
- R
- S
- T
- U
- V
- W
- X
- Y
- Z

### A
- Rio Abunã
- Rio Acre
- Rio Acuriá
- Rio Amônea
- Rio Aparição

### B
- Rio Breu

### C
- Rio Caeté
- Rio Caipora
- Rio Chandless

### E
- Rio Envira
- Rio Embirá

### G
- Rio Gregório
- Rio Grajaú

### H
- Rio Humaitá

### I
- Rio Iaco

### J
- Rio Jurupari
- Rio Juruá
- Rio Juruá-Mirim

### M
- Rio das Minas
- Rio Moa
- Rio Muru

### N
- Rio Natal

### O
- Rio Ouro Preto

### P
- Rio Paraná da Viúva
- Rio Paratari
- Rio Purus

### S
- Rio São Luís
- Rio São João

### T
- Rio Tarauacá
- Rio Tejo

### V
- Rio Valparaíso

### X
- Rio Xapuri

## Carte détaillée
- Carte